# Palais impérial Sentō
Le palais impérial Sentō (仙洞御所, Sentō-gosho), d'une superficie de 89 000 m2, est un grand jardin au palais impérial de Kyoto au Japon, ancien palais pour empereurs retirés (dajō tennō), à présent administré par l'Agence impériale. 
Le palais est achevé en 1630 pour la retraite de l'empereur Go-Mizunoo en même temps que le palais Ōmiya correspondant pour l'impératrice douairière Nyoin. Les deux palais sont détruits par le feu à plusieurs reprises et reconstruits jusqu'à un incendie en 1854, après quoi le palais Sentō n'a jamais été reconstruit. Le palais Ōmiya a été, cependant, reconstruit en 1867 et est encore utilisé par l'empereur quand il se rend à Kyoto. Aujourd'hui, seules deux structures du Sentō, les salons de thé Seika-tei et Yushin-tei, demeurent. Les magnifiques jardins, aménagés en 1630 par le célèbre artiste Kobori Enshū (Kobori Masakazu), en sont maintenant les principales attractions.
L'enceinte du palais Sentō est située dans le coin sud-est du palais impérial de Kyoto. On y pénètre par une majestueuse porte en bois dans son mur de terre environnant. Un bâtiment pour attelages avec de gracieux triples pignons se trouve juste à l'intérieur mais encore à l'extérieur du mur intérieur sans ornements du jardin dont la grille mène directement à une belle vue qui donne vers l'ouest à travers l'étang du jardin.

## Jardin
La principale caractéristique du jardin est un grand étang avec des îles et des passerelles dont les parties nord et sud ont été reliées par un petit canal en 1747. L'étang nord a été agrandi et remanié de 1684 à 1688. L'étang sud est remarquable pour son vaste « rivage océanique » de galets et de cerisiers, une bordure de pierres naturelles et taillées et un discret remblai séparé de pierres carrées. Les étangs contiennent différentes îles très pittoresques et six ponts de divers styles, dont un avec un impressionnant treillis de glycines (construit en 1895).
Deux maisons de thé complètent le jardin : le Seika-tei, à l'extrémité sud de l'étang sud et le Yushin-tei sur le côté ouest de l'étang nord.

## Galerie

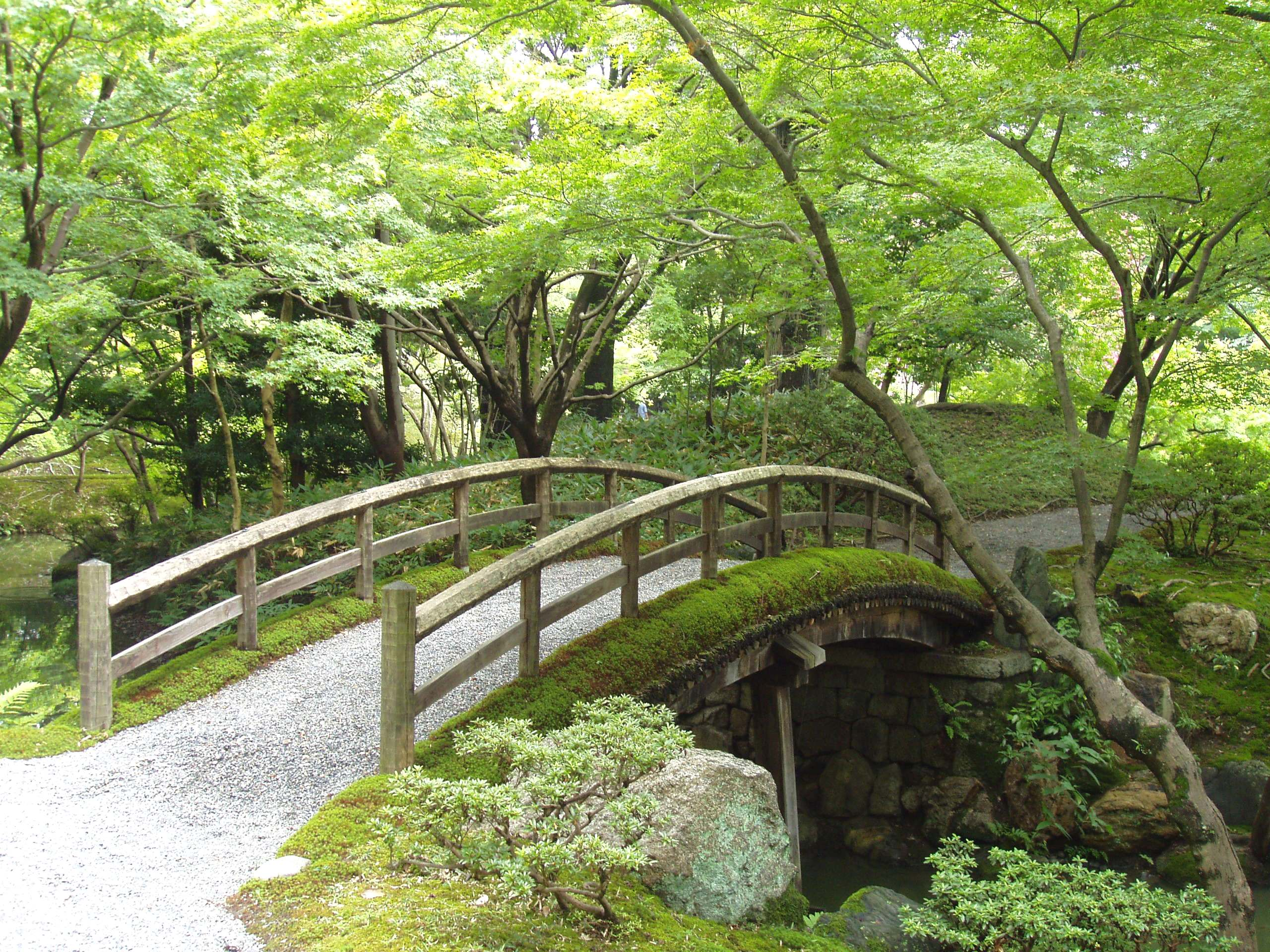
Pont
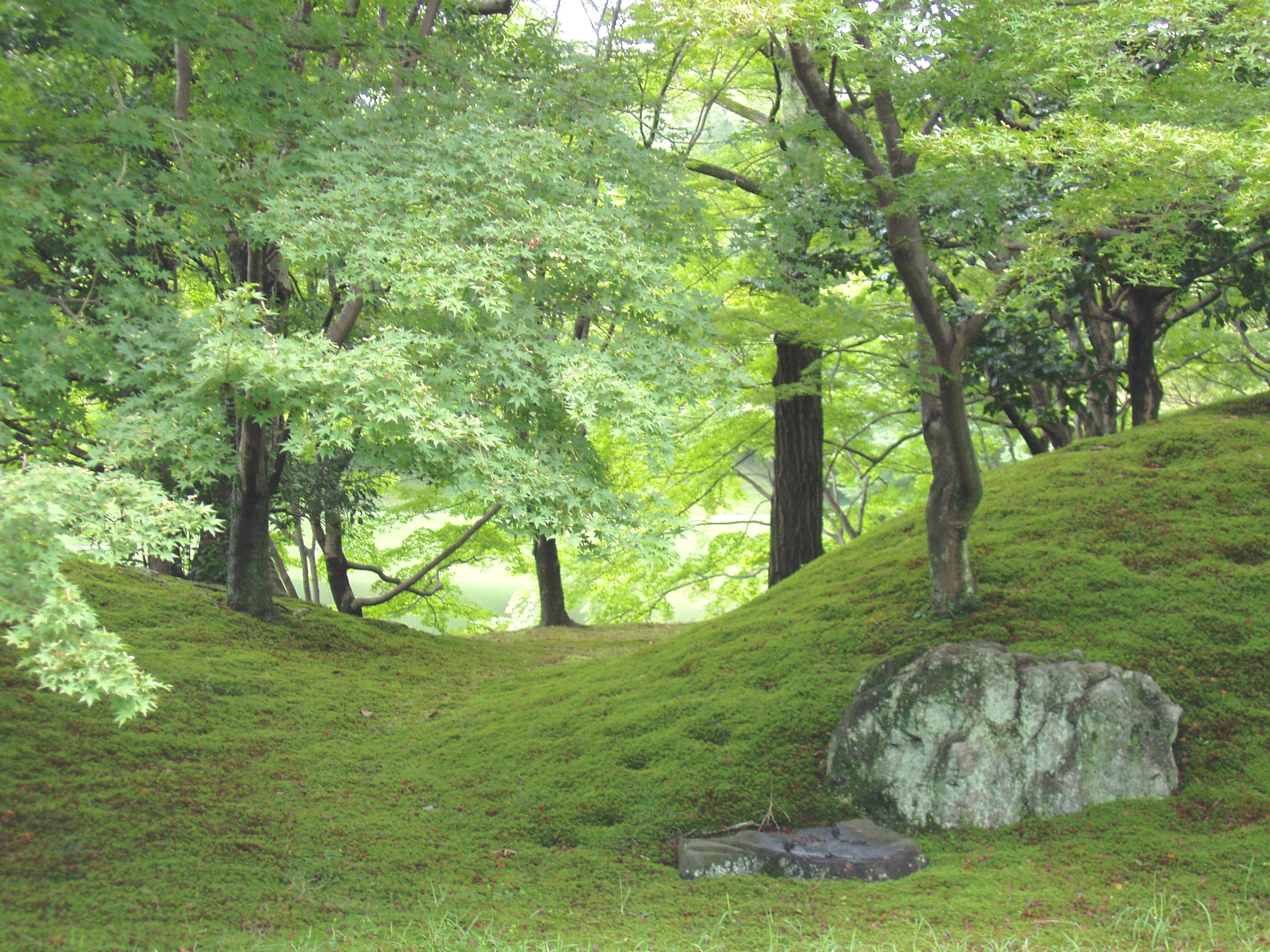
Collines moussues
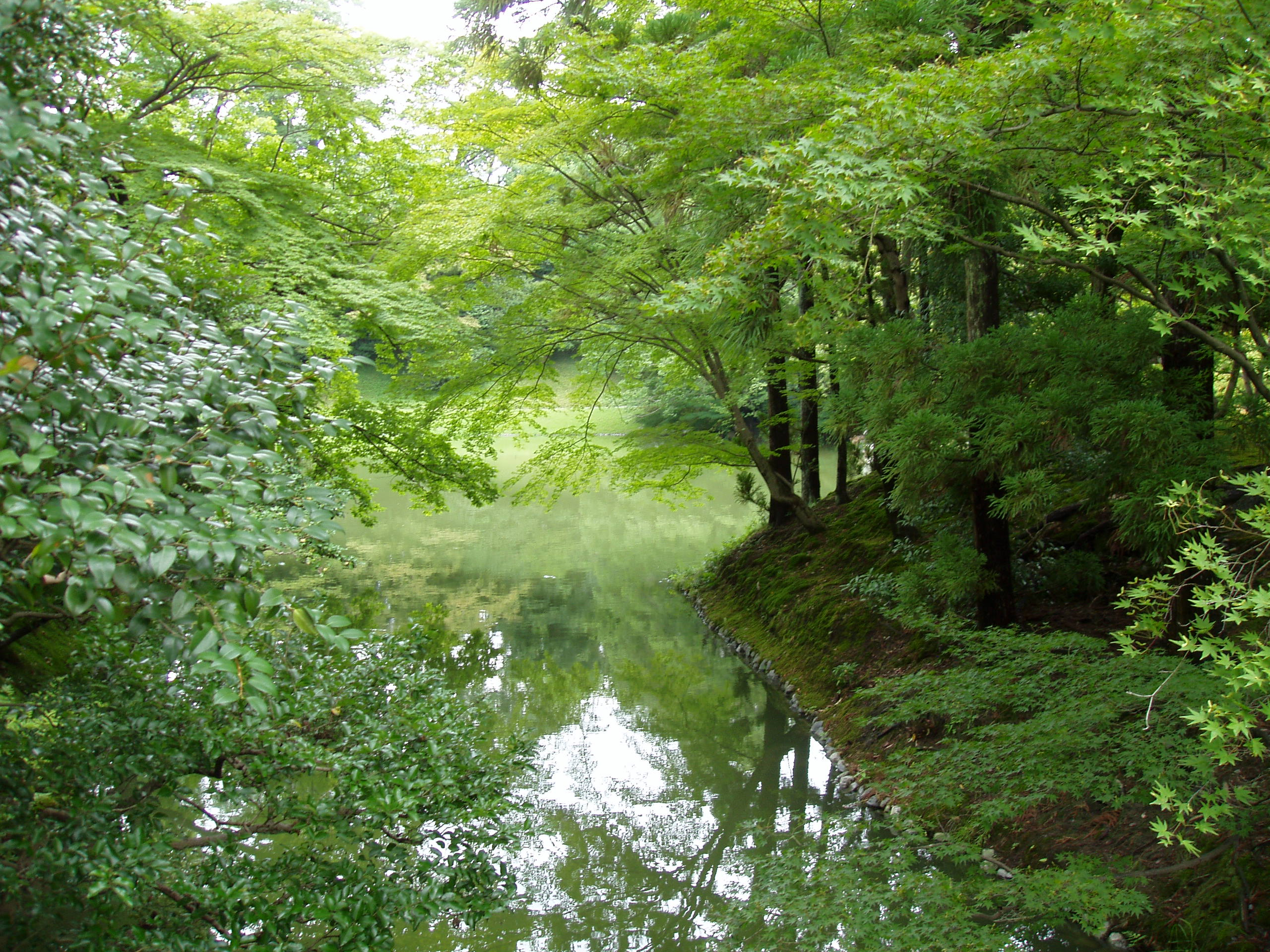
Lac
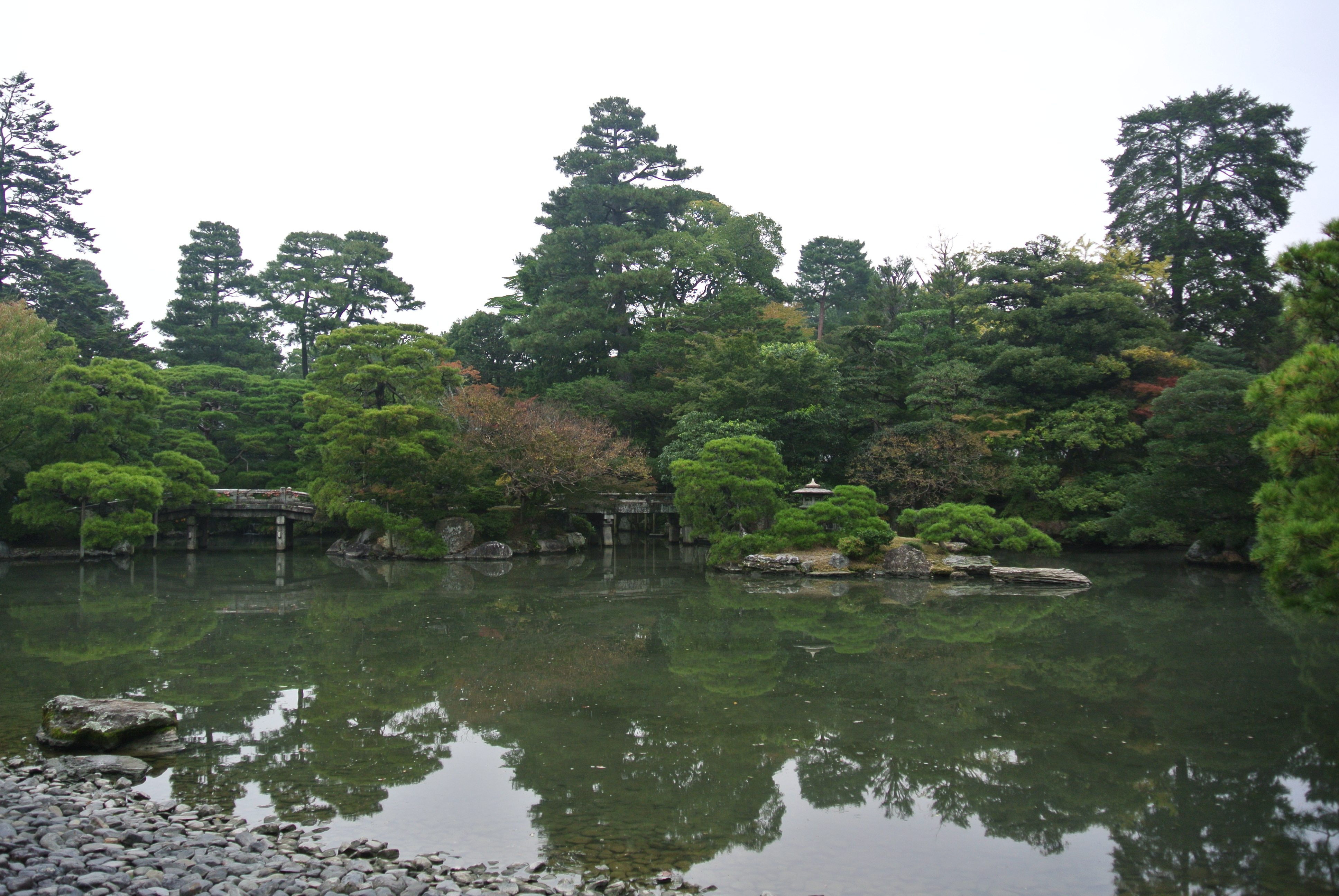
Lac sud
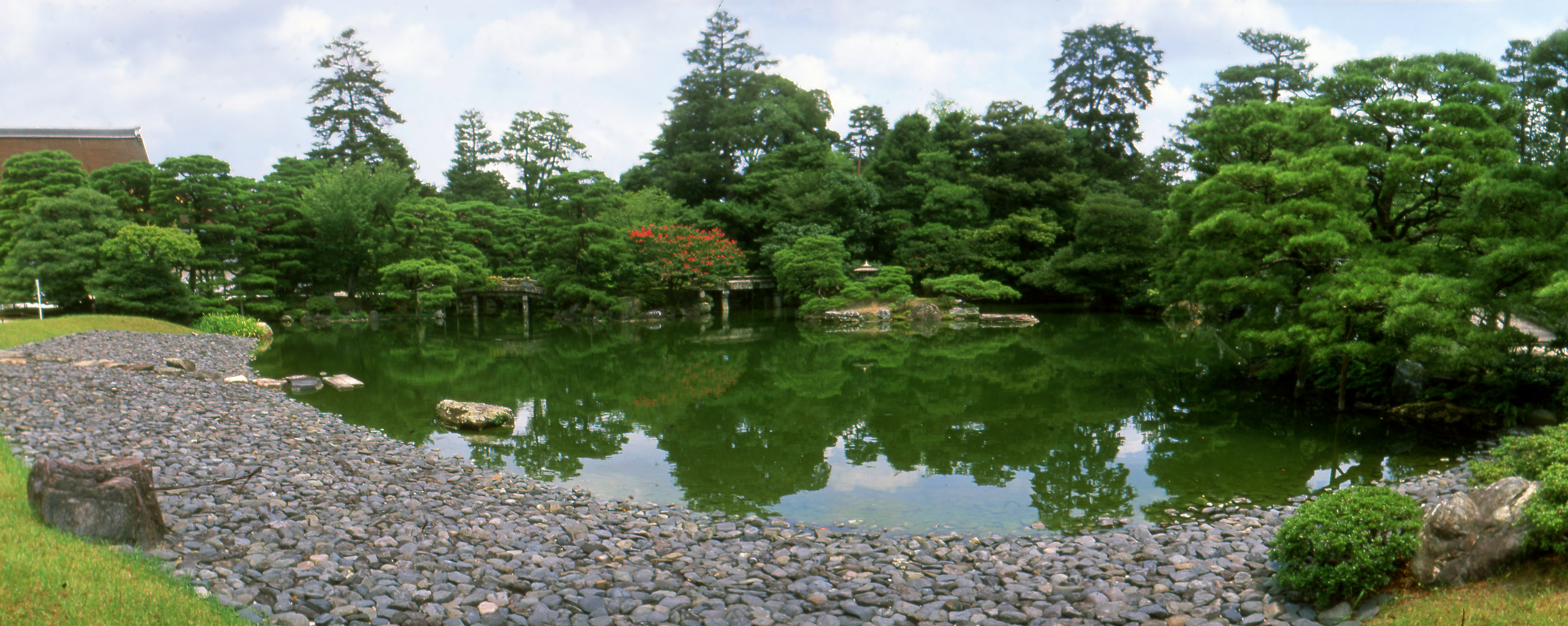
Plage de galets
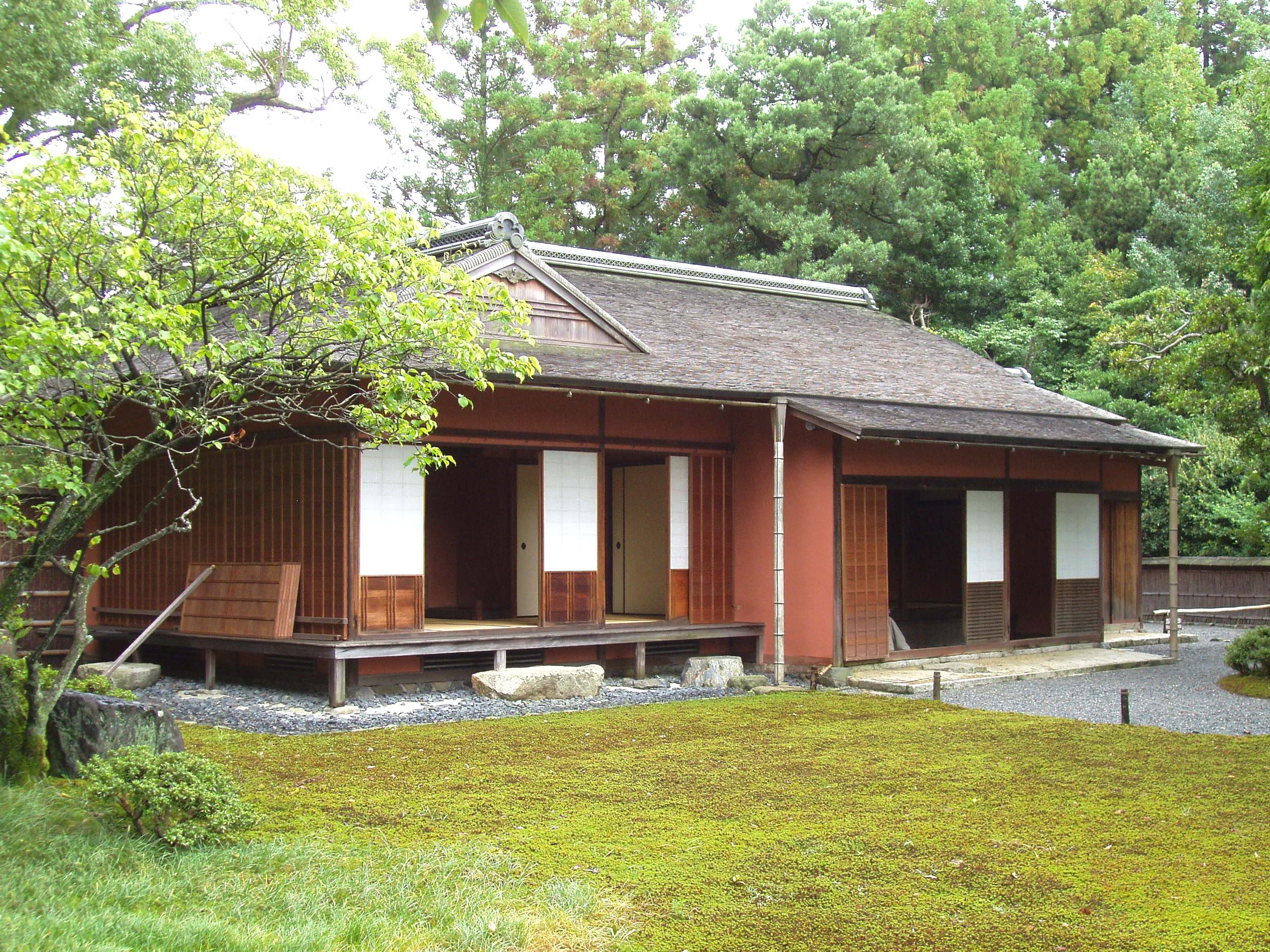
Le Seika-tei
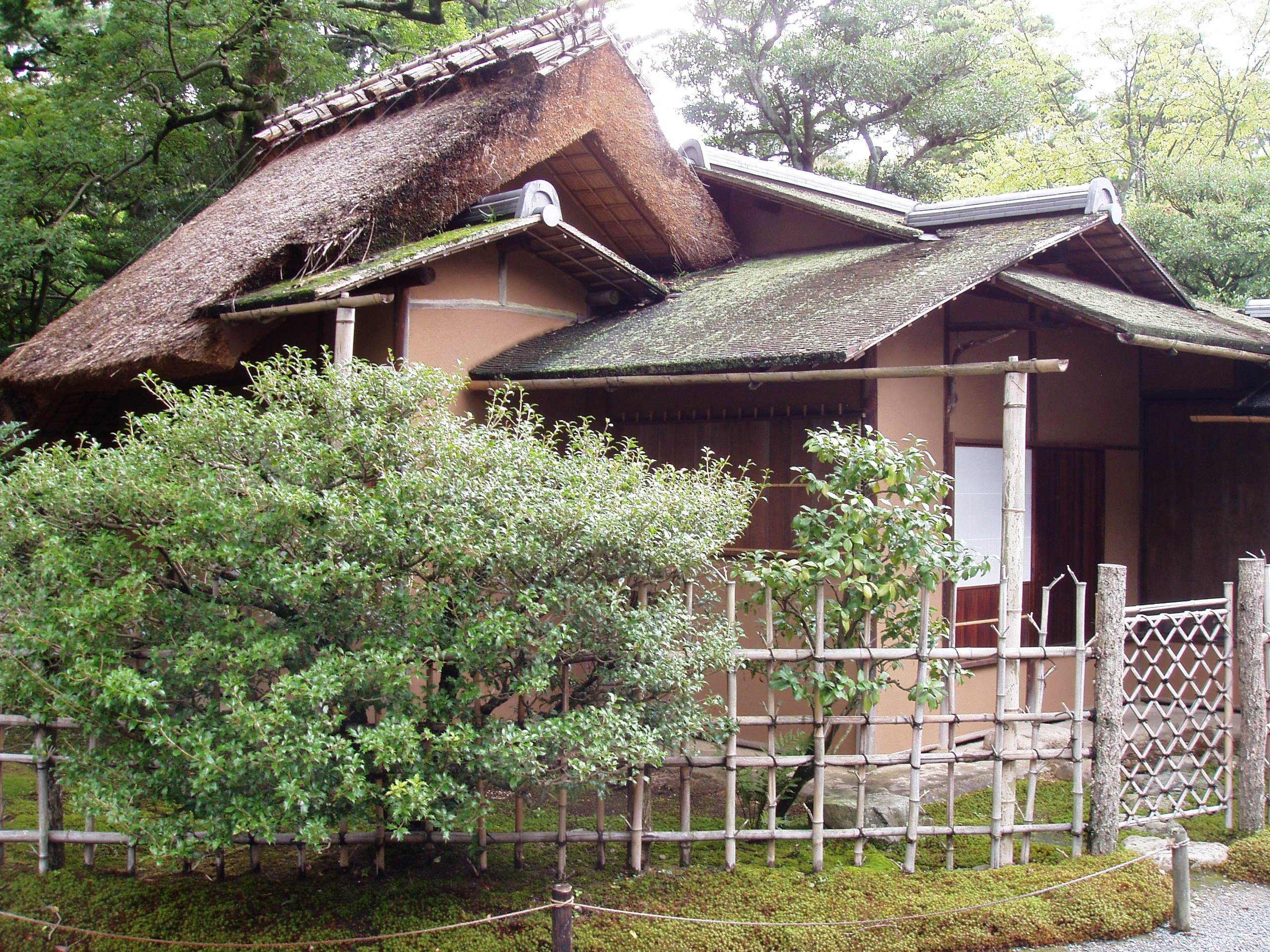
Le Yushin-tei

## Source de la traduction
- (en) Cet article est partiellement ou en totalité issu de l’article de Wikipédia en anglais intitulé « Sentō Imperial Palace » (voir la liste des auteurs).